# Ализаде, Али-Ашраф Абдул Гусейн оглы
Али-Ашраф Абдул Гусейн оглы Ализаде (азерб. Ələşrəf Əbdülhüseyn oğlu Əlizadə; 11 [24] апреля 1911, Шемахы, Бакинская губерния — 22 марта 1985, Баку) — советский учёный-геолог, доктор геолого-минералогических наук (1944), профессор (1945), академик Академии Наук Азербайджанской ССР (1945), директор АзНИИ ДН (1959—1977). Работал в Азербайджанской ССР и Туркменской ССР в области геологии нефти и газа.
Был Второй секретарь ЦК КП(б) Азербайджана (1944—1946). Дважды лауреат Сталинской премии (1943, 1946).

## Биография
Родился 11 (24) апреля 1911 года в городе Шемаха (Бакинская губерния).
Учился в Бакинской школе № 18.
В 1930 году поступил в Грузинский государственный политехнический институт им. В. И. Ленина. Через полгода перевёлся в Баку в Азербайджанский индустриальный институт, в 1935 году окончил Геологоразведочный факультет.
В 1934—1938 годах — геолог треста «Азнефтеразведка», в 1939—1942 — руководитель треста.
Член КПСС с 1940 года. Занимал руководящие посты в нефтяной отрасли республики, в государственных и партийных структурах Азербайджана. В годы Великой Отечественной войны — на партийной работе (1942—1946). С 1944 по 1946 — второй секретарь ЦК Компартии Азербайджана, занимался вопросами поставки нефтепродуктов на фронт.
Был в числе учредителей Академии наук Азербайджанской ССР в 1945 году.
В 1946 году возглавил Объединение «Азнефть» и «Азнефтеразведка».
В 1948 был снят с занимаемой должности и отправлен в Туркменистан, в 1949—1950 гг. — сотрудник Туркменского филиала Азербайджанского научно-исследовательского института добычи нефти. Под его руководством решались теоретические и практические задачи региональной геологии и геологии нефти.
В 1938—1946 и 1954—1959 годах преподавал в Азербайджанском индустриальном институте. В 1945 году получил звание профессор.
В 1950—1954 годах — профессор Туркменского индустриального института.
В 1959—1970 годах возглавлял Азербайджанский научно-исследовательский институт добычи нефти (АзНИИ ДН).
С 1970 года — директор Азербайджанского государственного научно-исследовательского института и Проектного института нефтяной промышленности.
Депутат Верховного Совета CCCP в 1946—1950 годов.
Автор ряда геологических и тектонических карт, а также карты нефтегазоносности Азербайджана, один из инициаторов шахтной системы разработки нефтяных месторождений Азербайджана.
Был первооткрывателем многих[уточнить] нефтяных месторождений Азербайджана. В конце 1950-х годов А. А. Ализаде впервые поставил вопрос о перспективе мезозойской нефти.
Скончался 22 марта 1985 года в Баку.

## Семья
Отец — Абдулгусейн Ализаде.
- дед, Мамедтаги Ализаде (Алиев) (1858—1918), окончил Петровско-Разумовскую земледельческую и лесную академию в Москве. Работал в министерстве финансов Российской империи, в 1906 году избран членом I Государственной думы[4].

Братья:
- Ага Самед Абдул-Гусейн оглы Али-Заде (род. 1909), профессор Энергетического института АН АзССР.
- Фридун Абдул-Гусейн оглы Алиев (род. 1915), первый секретарь Сумгаитского Горкома КП АзССР, лауреат Сталинской премии.

Жена (с 1938) — Гомер Ализаде, врач.
- Сыновья: Хаган, Санан, Насим.

## Награды и премии
- 1943 — Сталинская премия, за исследование и освоение новых нефтяных месторождений Азербайджана.
- 1946 — Сталинская премия, за создание малогабаритного электроперфоратора для нефтяной промышленности.

## Публикации
Среди основных публикаций:
- Майкопская свита Азербайджана и её нефтеносность (1945).
- Нефтяные месторождения Прикаспийского района (1945).
- Палеогеновые отложения Азербайджана (1947)
- Земля и землетрясения (1950).
- Нефть и её происхождение (1957).
- Палеогеография бассейна балаханского яруса (1960).
- Геофизическое изучение геологического строения нефтегазоносных областей Азербайджана (1963).

## Память
В честь А. А. Ализаде названы:
- Новый род Alizadella Kabakova†, 1966[6] вымерших брюхоногих моллюсков семейства Hydrobiidae, отряда Littorinimorpha[7].
- Улица Алиашрафа Ализаде в городе Баку.